# Diego Viera (calciatore 1994)
Diego Viera Moreira (Montevideo, 4 giugno 1994) è un calciatore uruguaiano, centrocampista del Terremoto.

## Caratteristiche tecniche
È una esterno sinistro.

## Carriera
Cresciuto nel settore giovanile del Defensor Sporting, nel 2014 è stato ceduto in prestito all'El Tanque Sisley cono cui ha fatto il suo esordito fra i professionisti in occasione dell'incontro di Primera División Profesional vinto 2-1 contro il Montevideo Wanderers.